# Coutouvre
Coutouvre este o comună în departamentul Loire din sud-estul Franței. În 2009 avea o populație de 1.105 de locuitori.

## Evoluția populației
| An        | 1975  | 1982  | 1990  | 1999  | 2006  | 2009  |
| --------- | ----- | ----- | ----- | ----- | ----- | ----- |
| Populație | 1.011 | 1.084 | 1.052 | 1.024 | 1.107 | 1.105 |